# SMS Posen
O SMS Posen foi um couraçado operado pela Marinha Imperial Alemã e a quarta e última embarcação da Classe Nassau, depois do SMS Nassau, SMS Westfalen e SMS Rheinland. Sua construção começou em junho de 1907 na Germaniawerft e foi lançado ao mar em dezembro do ano seguinte, sendo comissionado em maio de 1910. Era armado com uma bateria principal composta por doze canhões de 283 milímetros montados em seis torres de artilharia duplas, tinha um deslocamento carregado de 21 mil toneladas e alcançava uma velocidade máxima de dezenove nós.
O Posen passou seu serviço em tempos de paz realizando exercícios de rotina com o resto da frota e cruzeiros de treinamento para portos estrangeiros. A Primeira Guerra Mundial começou em 1914 e o navio participou de várias surtidas no Mar do Norte e Mar Báltico. Em 1915 deu suporte para a Batalha do Golfo de Riga, enquanto no ano seguinte esteve presente na Batalha da Jutlândia. Nesta última, teve um confronto ferrenho com forças britânicas durante a noite e, no meio da confusão, acidentalmente abalroou o cruzador rápido SMS Elbing, que precisou ser afundado.
O navio pouco fez pelos dois anos restantes da guerra depois disso, porém foi enviado de volta para o Mar Báltico em meados de 1918 com o objetivo de dar apoio à guarda branca durante a Guerra Civil Finlandesa. A Alemanha foi derrotada no final do ano e o Posen inicialmente permaneceu em casa enquanto o maior parte da Frota de Alto-Mar foi internada em Scapa Flow. Estes navios foram deliberadamente afundados em 1919, assim o Posen foi entregue aos Aliados em 1920 como compensação pelos navios perdidos. Foi desmontado no Países Baixos em 1922.

## Características
O trabalho de design na Classe Nassau começou no final de 1903 no contexto da corrida armamentista naval anglo-germânica; na época, os couraçados de marinhas estrangeiras começaram a transportar baterias secundárias cada vez mais pesadas, incluindo navios italianos e americanos com armas de 203 milímetros e navios britânicos com armas de 234 milímetros, superando os anteriores couraçados da Classe Deutschland com seus secundários de 170 milímetros. Os projetistas alemães inicialmente consideraram navios equipados com  armas secundárias de 210 milímetros, mas relatos errôneos no início de 1904 de que os Lord Nelson seriam equipados com uma bateria secundária de 254 milímetros os levaram a considerar um navio ainda mais poderoso, armado com um armamento de grande porte, consistindo em oito armas de 280 milímetros. Nos dois anos seguintes, o projeto foi refinado em um navio maior com doze canhões, época em que a Grã-Bretanha lançou o encouraçado HMS Dreadnought no formato all-big-gun.
O Posen tinha 146,1 metros de comprimento, 26,9 metros de largura e um calado de 8,9 metros. Ele deslocava 18 873 toneladas com carga padrão e 20 535 toneladas com carga máxima. O navio tinha uma tripulação de 40 oficiais e 968 homens alistados. O Posen manteve os motores de expansão tripla de três eixos com doze caldeiras aquatubulares movidas a carvão em vez de motores de turbina mais avançados. Seu sistema de propulsão foi classificado em 20 594 quilowatts e lhe proporcionaram uma velocidade máxima de 20 nós (37 quilômetros por hora). Ele tinha um raio de cruzeiro de 8 300 milhas náuticas (15 mil quilômetros) a uma velocidade de 12 nós (22 quilômetros por hora). Este tipo de maquinaria foi escolhida a pedido do almirante Alfred von Tirpitz e do departamento de construção da Marinha; este último afirmou em 1905 que "o uso de turbinas em couraçados não é recomendável". Esta decisão baseou-se apenas no custo: à época, a Parsons detinha o monopólio das turbinas a vapor e exigia uma taxa de royalties de 1 milhão de marcos de ouro por cada turbina. As empresas alemãs não estavam prontas para iniciar a produção de turbinas em grande escala até 1910.
O Posen possuía uma bateria principal de 12 canhões SK L/45 de 280 milímetros em uma configuração hexagonal incomum. Seu armamento secundário consistia em doze canhões SK L/45 de 150 milímetros e dezesseis canhões SK L/45 de 88 milímetros, todos montados em casamatas. O navio também estava armado com seis tubos de torpedo submersos de 450 milímetros. Um tubo foi montado na proa, outro na popa e dois em cada lateral, em cada extremidade da antepara antitorpedo. A blindagem do cinto do navio tinha 270 milímetros de espessura na cidadela central, e o convés blindado tinha 80 milímetros de espessura. As torres da bateria principal tinham laterais de 280 milímetros de espessura, e a torre de comando era protegida com 400 milímetros de blindagem.

## Histórico de serviço

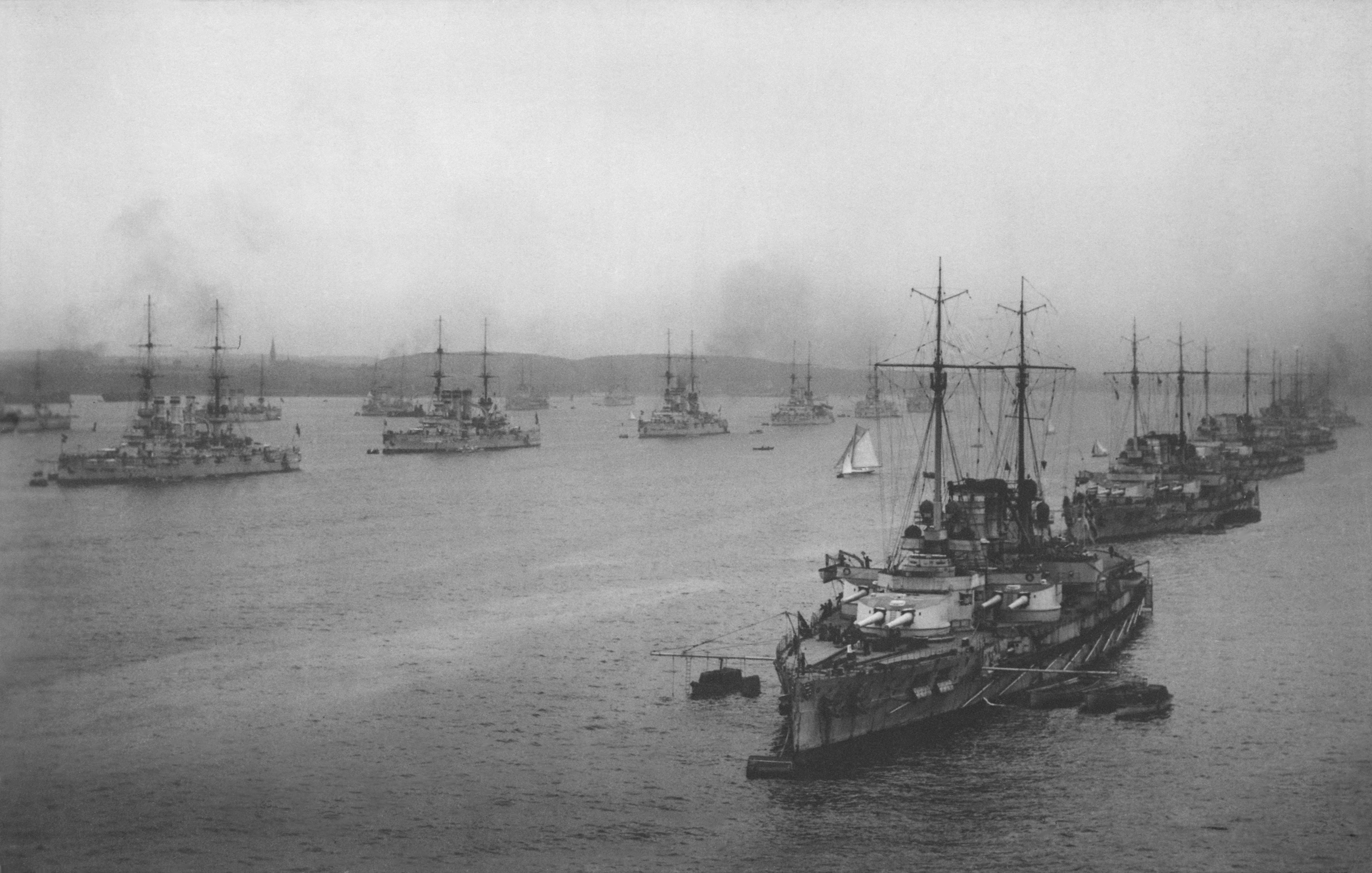
Posen e o resto do I Esquadrão de Batalha em Kiel antes da guerra

O Posen foi encomendado sob o nome provisório Ersatz Baden, como um substituto para o Baden, um dos antigos ironclads da Classe Sachsen. Ele foi batido em 11 de junho de 1907 no estaleiro Germaniawerft em Kiel. Tal como aconteceu com o seu irmão Nassau, a construção decorreu em segredo absoluto; destacamentos de soldados guardavam o estaleiro e também vigiavam empreiteiros que forneciam materiais de construção, como a Krupp. O navio foi lançado um ano e meio depois, em 12 de dezembro de 1908. Wilhelm August Hans von Waldow-Reitzenstein fez um discurso em seu lançamento, e o Posen foi batizado por Johanna von Radolin, esposa de Hugo Fürst von Radolin, um diplomata alemão que veio da província homônima do navio. Os testes iniciais foram realizados até abril de 1910, seguidos pela adaptação final em maio. O navio foi comissionado na frota em 31 de maio. Os testes no mar foram realizados posteriormente e concluídos em 27 de agosto. No total, sua construção custou ao governo alemão 36 920 000 marcos.
Depois de completar seus testes em agosto de 1910, o Posen deixou Kiel e foi para Wilhelmshaven, onde chegou em 7 de setembro. Como a Marinha Imperial Alemã tinha uma escassez crónica de marinheiros treinados muitos membros da tripulação foram então designados para outros navios. Esses tripulantes foram substituídos pelo pessoal do antigo encouraçado pré-dreadnought Wittelsbach, que foi desativado em 20 de setembro. Após o comissionamento, todos os quatro navios da Classe Nassau serviram como uma unidade, II Divisão do I Esquadrão de Batalha, com o Posen como carro-chefe.
O Posen participou de vários exercícios de treinamento com o resto da frota antes do início da guerra. No final de 1910, a frota realizou um cruzeiro de treinamento no Mar Báltico. Em maio do ano seguinte a frota realizou manobras; o cruzeiro anual de verão para a Noruega ocorreu em julho. A frota participou numa outra ronda de exercícios de frota no Báltico em Setembro, seguida de outra no final do ano. O ano seguinte seguiu um padrão semelhante, embora o cruzeiro de verão para a Noruega tenha sido interrompido pela crise de Agadir; como resultado, o cruzeiro de verão só foi para o Báltico. Os exercícios de setembro foram conduzidos ao largo de Helgoland, no Mar do Norte; outro cruzeiro de inverno no Báltico ocorreu no final do ano. O cronograma de treinamento voltou ao normal em 1913 e 1914, e os cruzeiros de verão foram novamente para a Noruega. Para o cruzeiro de 1914, a frota partiu para águas norueguesas em 14 de julho, cerca de duas semanas após o assassinato do arquiduque Francisco Ferdinando em Sarajevo. A probabilidade de guerra encurtou o cruzeiro; o Posen e o resto da frota estavam de volta a Wilhelmshaven em 29 de julho.

### Primeira Guerra Mundial

Esboço de Posen por Oscar Parkes

À meia-noite de 4 de agosto, o Reino Unido declarou guerra à Alemanha. O Posen e o resto da frota conduziram vários avanços no Mar do Norte para apoiar os cruzadores de batalha do I Grupo de Reconhecimento do Contra-Almirante Franz von Hipper. Os cruzadores de batalha atacaram cidades costeiras britânicas na tentativa de atrair partes da Grande Frota, onde poderiam ser destruídas pela Frota de Alto Mar. A primeira operação deste tipo foi o ataque a Scarborough, Hartlepool e Whitby, em 15 e 16 de dezembro de 1914. Na noite de 15 de dezembro, a frota de batalha alemã de 12 encouraçados, incluindo o Posen e seus três irmãos - e oito pré-dreadnoughts - chegaram a 19 quilômetros de um esquadrão isolado de seis couraçados britânicos. Marcações entre as telas dos contratorpedeiros rivais na escuridão convenceram o comandante da frota alemã, Almirante Friedrich von Ingenohl, de que ele estava enfrentando a Grande Frota, agora posicionada em sua formação de batalha. Sob ordens do Kaiser Wilhelm II para evitar arriscar a frota desnecessariamente, Ingenohl rompeu o combate e voltou a frota de batalha para a Alemanha.

#### Batalha do Golfo de Riga
Em agosto de 1915, uma unidade especial da frota alemã tentou limpar o Golfo de Riga, controlado pelos russos, para ajudar o Exército Alemão, que planejava um ataque a Riga. Para isso, os planejadores alemães pretendiam expulsar ou destruir as forças navais russas no Golfo, que incluíam o encouraçado pré-dreadnought Slava e algumas canhoneiras e contratorpedeiros menores. A frota de batalha alemã foi acompanhada por vários navios de guerra de minas. Esses navios tinham a tarefa de limpar os campos minados russos e instalar uma série de seus próprios campos minados na entrada norte do golfo, para impedir que reforços navais russos chegassem à área. A flotilha alemã reunida incluía o Posen e seus três navios irmãos, os quatro  navios da Classe Helgoland, os cruzadores de batalha Von der Tann, Moltke e Seydlitz, e vários pré-dreadnoughts, operando sob o comando de Hipper, agora vice-almirante. Os oito couraçados serviriam para dar cobertura às forças que enfrentavam a flotilha russa. A primeira tentativa, em 8 de agosto, não teve sucesso, pois demorou muito para limpar os campos minados russos para permitir que o lançador de minas Deutschland colocasse seu próprio campo minado.
Em 16 de agosto, o Posen e o Nassau lideraram uma segunda tentativa de romper as defesas do golfo, com o Posen como a nau capitânia do Almirante Schmidt. Os dois dreadnoughts foram acompanhados por 4 cruzadores leves e 31 barcos torpedeiros. No primeiro dia do ataque, os alemães conseguiram romper as forças russas, mas duas embarcações leves alemãs — o caça-minas T46 e o contratorpedeiro V99 — foram afundadas. O Posen e o Nassau enfrentaram um par de canhoneiras russas, Sivuch e Korietz. O Sivuch foi afundado naquele dia e o Korietz foi severamente danificado; o navio conseguiu navegar para longe, mas teve que ser afundado no dia seguinte. No dia 17, o Posen e o Nassau atiraram no Slava a longa distância; eles acertaram três vezes o navio russo e o forçaram a retornar ao porto. Em 19 de agosto, os campos minados russos foram limpos e a flotilha entrou no Golfo. Relatos de submarinos aliados na área levaram os alemães a cancelar a operação no dia seguinte. O almirante Hipper comentou mais tarde: "Manter navios valiosos por um tempo considerável em uma área limitada na qual os submarinos inimigos estavam cada vez mais ativos, com o risco correspondente de danos e perdas, era se entregar a uma aposta desproporcional à vantagem a ser derivada da ocupação do Golfo antes da captura de Riga pelo lado terrestre". Na verdade, o cruzador de batalha Moltke tinha sido torpedeado naquela manhã. Em 21 de agosto, Schmidt teve sua bandeira retirada do Posen e dissolveu a unidade especial.

#### Retorno ao Mar do Norte

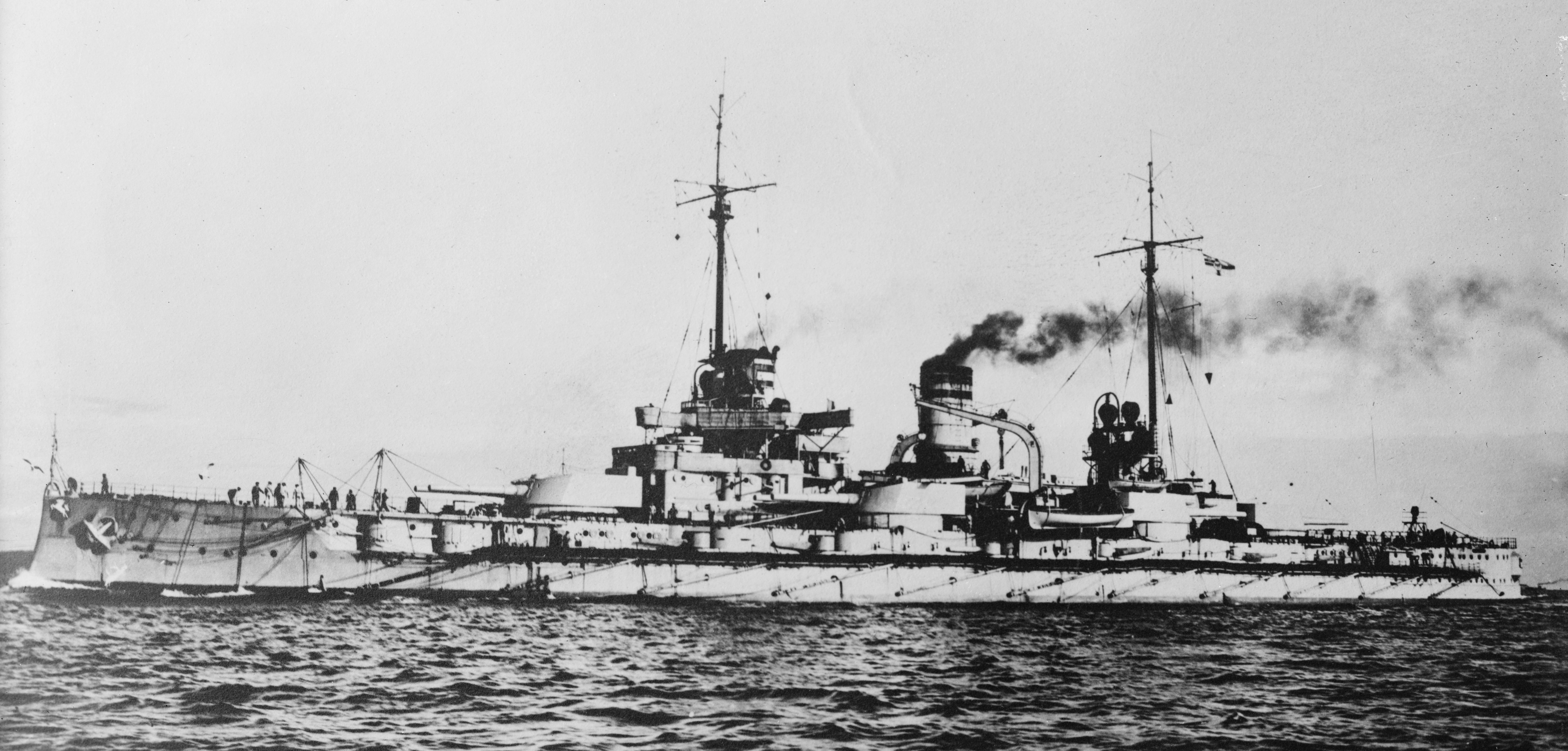
SMS Westfalen

No final de agosto o Posen e o restante da Frota de Alto Mar havia retornado aos seus ancoradouros no Mar do Norte. A próxima operação conduzida foi uma varredura no Mar do Norte em 11 e 12 de setembro, embora tenha terminado sem nenhuma ação. Outra surtida da frota ocorreu em 23 e 24 de outubro, sem encontrar nenhuma força britânica. Em 4 de março de 1916, o Posen, o Nassau, o Westfalen, e Von der Tann navegou para o Amrumbank para receber o cruzador auxiliar Möwe, que estava retornando de uma missão de ataque.
Outro avanço sem incidentes no Mar do Norte ocorreu em 21 e 22 de abril. Uma missão de bombardeio ocorreu dois dias depois; o Posen juntou-se ao apoio dos cruzadores de batalha de Hipper enquanto eles atacavam Yarmouth e Lowestoft em 24–25 de abril. Durante esta operação, o cruzador de batalha Seydlitz foi danificado por uma mina britânica e teve que retornar ao porto prematuramente. Devido à fraca visibilidade, a operação foi logo cancelada, não deixando tempo à frota britânica para interceptar os invasores.

#### Batalha da Jutlândia

Mapas mostrando as manobras das frotas britânica (azul) e alemã (vermelha) em 31 de maio – 1 de junho de 1916

O almirante Reinhard Scheer, que havia sucedido os almirantes von Ingenohl e Hugo von Pohl como comandante da frota, imediatamente planejou outro ataque à costa britânica. Os danos em Seydlitz e problemas com condensadores em vários dos dreadnoughts do III Esquadrão de Batalha atrasaram o plano até o final de maio. A frota de batalha alemã partiu do Jade às 03h30 do dia 31 de maio. O Posen foi designado para a II Divisão do I Esquadrão de Batalha como a nau capitânia do Contra-Almirante W. Engelhardt. O Posen foi o primeiro navio da divisão, à frente de seus três irmãos. A II Divisão foi a última unidade de dreadnoughts da frota; eles foram seguidos apenas pelos antigos pré-dreadnoughts do II Esquadrão de Batalha.
Entre 17h48 e 17h52, o Posen e outros dez couraçados alemães enfrentaram o 2º Esquadrão de Cruzadores Ligeiros Britânico, embora o alcance e a fraca visibilidade impedissem o fogo eficaz. Pouco depois, dois contratorpedeiros britânicos — Nomad e Nestor — ficaram sob intenso fogo da linha alemã. O Posen disparou contra o Nestor com sua bateria principal e armas secundárias. Às 18h35, o Nestor explodiu e afundou sob o fogo combinado de oito couraçados. Às 20h15, a frota alemã enfrentou a Grande Frota pela segunda vez e foi forçada a se desviar; ao fazer isso, a ordem da linha alemã foi invertida. O Posen era agora o quarto navio da linha, atrás de seus três irmãos.
Por volta das 21h20, o Posen e seus navios irmãos foram engajados pelos cruzadores de batalha do 3º Esquadrão de Cruzadores de Batalha. O Posen foi o único navio do I Esquadrão de Batalha a conseguir identificar um alvo, que acabou por serem os cruzadores de batalha HMS Princess Royal e Indomitable. O Posen abriu fogo às 21h28 a uma distância de 10 mil metros; ele acertou um tiro no Princess Royal às 21h32 e vários no Indomitable, antes de cessar fogo às 21h35.
Por volta das 00h30, as unidades líderes da linha alemã encontraram contratorpedeiros e cruzadores britânicos. Seguiu-se um violento tiroteio a curta distância; os principais couraçados alemães, incluindo o Posen, abriu fogo contra vários navios de guerra britânicos. Na confusão, o cruzador leve Elbing passou pela linha alemã diretamente em frente ao Posen e foi abalroado. O Posen estava intacto, mas ambas as salas de máquinas de máquinas do outro navio foram inundadas, forçando sua parada. Duas horas e meia depois, o Elbing avistou vários contratorpedeiros britânicos se aproximando, e seu capitão deu a ordem de afundar o navio.
Pouco antes da 01h00, a linha alemã enfrentou uma flotilha de contratorpedeiros britânicos. O Posen avistou os contratorpedeiros Fortune, Porpoise e Garland a uma distância muito curta; ele abriu fogo contra os dois primeiros navios a distâncias entre 800 e 1 600 metros, danificando seriamente o Porpoise. O Fortune afundou rapidamente sob o fogo do Posen e vários outros couraçados, mas não antes de disparar dois torpedos que o Posen teve que evadir. Às 01h25, o Westfalen iluminou o contratorpedeiro Ardent e abriu fogo; o Posen juntou-se a ele logo depois e relatou vários acertos em intervalos de mil metros e 1 200 metros.
Apesar da ferocidade dos combates noturnos, a Frota de Alto Mar derrotou as forças de contratorpedeiros britânicos e chegou ao recife de Horns às 04h00 do dia 1 de Junho. A frota alemã chegou a Wilhelmshaven algumas horas depois, onde o Posen e vários outros couraçados do I Esquadrão de Batalha assumiram posições defensivas no ancoradouro externo. Ao longo da batalha, o navio disparou cinquenta e três projéteis de 280 milímetros, sessenta e quatro projéteis de 150 milímetros e trinta e dois de 88 milímetros. O navio e sua tripulação emergiram da batalha completamente ilesos pelo fogo inimigo.
A partir de junho de 1917, Wilhelm von Krosigk serviu como comandante do navio; ocupou esta posição até o fim da guerra em novembro de 1918.

#### Expedição à Finlândia

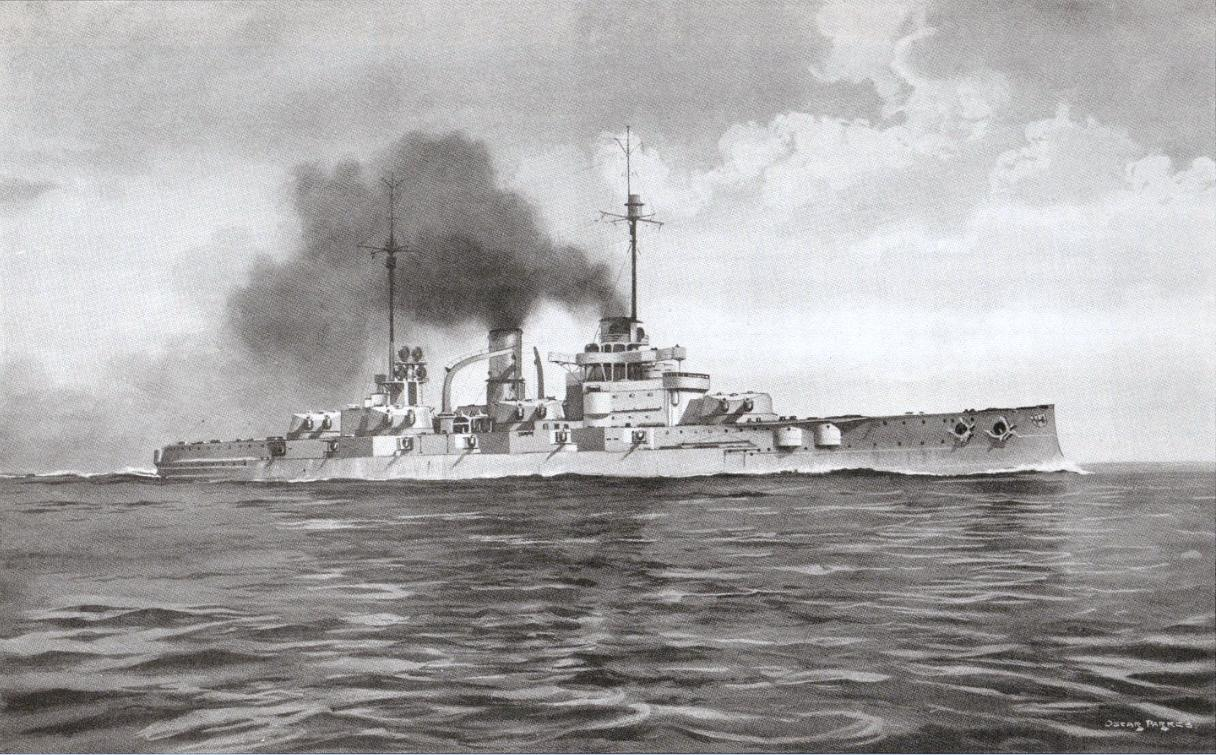
Um desenho de reconhecimento de um navio da Classe Nassau

Em fevereiro de 1918, a marinha alemã decidiu enviar uma expedição à Finlândia para apoiar unidades do exército alemão que seriam enviadas para lá. Os finlandeses estavam envolvidos em uma guerra civil; os finlandeses brancos buscavam um governo conservador, livre da influência da recém-criada União Soviética, enquanto os Guardas Vermelhos preferiam o comunismo de estilo soviético. Em 23 de fevereiro, o Westfalen e o Rheinland —foram designados como o núcleo da Sonderverband Ostsee (Unidade Especial Mar Báltico). Os dois navios embarcaram no 14.º Batalhão. Eles partiram para Åland na manhã seguinte. Åland seria uma base operacional avançada, a partir da qual o porto de Hanko seria protegido. De Hanko, a expedição alemã atacaria a capital Helsingfors. A força-tarefa chegou às Ilhas Åland em 5 de março, onde encontrou os navios de defesa costeira suecos HSwMS Sverige, Thor e Oscar II. Seguiram-se negociações que resultaram no desembarque das tropas alemãs em Åland em 7 de março; o Westfalen depois voltou para Danzig, onde o Posen estava estacionado.
Em 31 de março o Posen e o Westfalen deixaram Danzig; os navios chegaram a Russarö, que era a defesa externa de Hanko, em 3 de abril. O exército alemão rapidamente tomou o porto. A força-tarefa então seguiu para Helsingfors; em 11 de abril, o navio passou pelo porto de Helsingfors e desembarcou os soldados. Isso incluiu um destacamento do navio que desembarcou dois dias depois, em 13 de abril. Durante a operação, a tripulação do navio sofreu quatro mortos e doze feridos. De 18 a 20 de abril, o Posen auxiliou nos esforços para libertar o Rheinland, que havia sido encalhado. Dois dias depois, o Posen atingiu um naufrágio no porto de Helsingfors, o que causou danos menores. Em 30 de abril, o navio foi destacado do Sonderverband Ostsee. O navio retornou à Alemanha, chegando a Kiel em 3 de maio, onde entrou em doca seca. Os trabalhos de reparação prolongaram-se até 5 de Maio.

#### Ações posteriores no Mar do Norte
Em 11 de agosto de 1918, o Posen, o Westfalen, o Kaiser e o Kaiserin partiram de Wilhelmshaven para apoiar torpedeiros em patrulha ao largo de Terschelling. Em 2 de outubro, o Posen mudou-se para os ancoradouros externos do Jade para fornecer cobertura aos U-boats que retornavam da Flotilha de Flandres. O Posen deveria ter participado da última operação da frota da guerra, planejada para 30 de outubro. A operação tinha como objetivo infligir o máximo de dano possível à marinha britânica, a fim de manter uma melhor posição de barganha para a Alemanha, qualquer que fosse o custo para a frota. Marinheiros cansados da guerra se amotinaram, o que levou ao cancelamento da operação. Numa tentativa de reprimir a propagação de sentimentos de rebelião, o Almirante Hipper ordenou a dispersão da frota. O Posen e os outros navios do I Esquadrão de Batalha foram enviados para o ancoradouro em 3 de novembro e retornaram para Wilhelmshaven em 6 de novembro.

### Destino
Em 11 de novembro de 1918, o Armistício entrou em vigor; de acordo com seus termos, onze couraçados e cinco cruzadores de batalha seriam internados em Scapa Flow durante as negociações do tratado de paz. O Posen não estava entre os navios internados e foi desativado em 16 de dezembro. Os navios em Scapa Flow foram afundados por suas tripulações em 21 de junho de 1919 para evitar que fossem capturados pelos Aliados. Como resultado, o Posen e os outros couraçados que permaneceram na Alemanha foram apreendidos como substitutos dos navios que haviam sido perdidos. Em 5 de novembro, o Posen foi retirado da lista da marinha alemã e entregue à Grã-Bretanha. O navio foi transferido em 13 de maio de 1920; em 1 de novembro de 1920, ele foi levado para terra em Hawkcraig, Fife, Escócia. Os britânicos posteriormente venderam o Posen para desmanteladores de navios na Holanda. Ele foi desmantelado em Dordrecht em 1922.